# Давлетяров, Юсуп
Юсуп Давлетяров (1901-?) — депутат Верховного совета СССР 1 созыва (1938 -?). Избиран от Турткульского округа:2

## Биография
Сведения о депутате скудны.
Родился в 1901 году. По национальности каракалпак.
С 1932 года кандидат в члены ВКП(б).
12 декабря 1937 года избран депутатом Верховного совета СССР 1 созыва.
председатель колхоза «Кули-куль» (? — 03.1938).
С 16.03.1938 (дата утвержден бюро КК обкома ВКП(б)) по январь 1939 — председатель Тахта-Купырского райисполкома ККАССР